# Скейн-соотношение
Центральный вопрос теории узлов — являются ли две диаграммы отображением одного и того же узла. Один из инструментов, используемых для ответа на этот вопрос — многочлен узла, который является инвариантом узла. Если двум диаграммам отвечают различные многочлены, значит они представляют различные узлы. Обратное не всегда верно.
Скейн-соотношение (или соотношение типа Конвея) часто используют, чтобы простым способом определить многочлен узла. Неформально говоря, скейн-соотношение задаёт линейную связь значений многочлена узла на трёх зацеплениях, которые отличаются друг от друга лишь в малой области. Для некоторых многочленов, таких как полиномы Конвея, Александера и Джонса, подходящего скейн-соотношения достаточно, чтобы вычислить многочлен рекурсивно. Для других, таких как полином HOMFLY, требуются более сложные алгоритмы.

## Определение
В скейн-соотношении участвуют три диаграммы зацепления, идентичные всюду, кроме одного перекрёстка. Эти три диаграммы должны выражать три возможности, которые могли бы иметь место на этом перекрёстке: нить может пройти под другой нитью, над ней или не пересечься с ней вовсе. Необходимо рассматривать диаграммы зацеплений, поскольку изменение даже одного перекрёстка может превратить диаграмму узла в диаграмму зацепления и наоборот. В зависимости от конкретного многочлена узла, зацепления, появляющиеся в скейн-соотношении могут быть ориентированы или неориентированы.
Три диаграммы обозначаются следующим образом. Разверните узел так, чтобы направления обеих нитей в рассматриваемом пересечении указывали примерно на север. У одной диаграммы нить северо-западного направления будет проходить над северо-восточной нитью, её обозначим {\displaystyle L_{-}}. У другой диаграммы северо-восточная нить проходит над северо-западной, это {\displaystyle L_{+}}. Последняя диаграмма лишена этого перекрёстка и обозначается {\displaystyle L_{0}}.
(На самом деле, обозначения не зависят от направления в том смысле, что при замене всех направлений на противоположные, обозначение остаётся прежним. Поэтому многочлены определяются однозначно и на неориентированных узлах. Однако ориентация на зацеплении принципиально важна, чтобы помнить в каком порядке выполнялась рекурсия.)
Полезно мыслить это как составление из одной диаграммы двух других наложением «заплаток» с соответствующими ориентациями.
Чтобы рекурсивно определить многочлен узла (зацепления), фиксируется функция {\displaystyle F} и для любой тройки диаграмм и их полиномов, обозначенных, как было указано выше,
{\displaystyle F{\Big (}L_{-},L_{0},L_{+}{\Big )}=0}
или более аккуратно
{\displaystyle F{\Big (}L_{-}(x),L_{0}(x),L_{+}(x),x{\Big )}=0} для каждого {\displaystyle x}.
(Нахождение функции {\displaystyle F}, которая делает многочлен независимым от очерёдности пересечений в рекурсии — непростая задача.)
Более формально, скейн-соотношение можно рассматривать, как определение ядра фактор-отображения из плоской алгебры сплетений. Такое отображение соответствует многочлену узла, если все замкнутые диаграммы отображать в сложные виды пустых диаграмм. 